# Dothan (ancienne ville)
Pour les articles homonymes, voir Dothan.
Dothan était une ville située au nord de Shechem, à environ 100 km au nord de Hébron, où résidait Jacob. Le lieu était connu d'Eusèbe, qui l'estime à 16 km au nord de Sébaste, en Samarie; un site a effectivement été découvert sur ce lieu de nos jours, et a été identifié au Tel Dothan moderne, situé sur le versant méridional de la  vallée de Jezreel, parmi les monts de Gilboa. 
La colonie israélienne moderne appelée Mevo Dotan, approche de Dothan, tire son nom de son emplacement proche de Dothan. Aux États-Unis, une ville d'Alabama est appelée Dothan en référence à l'épisode de la vente de Joseph par ses frères.

## Dans La Bible
Sa première mention se trouve dans Genèse, où les frères de Joseph mènent leur troupeau. Voyant leur frère arriver, ils le molestent et le jettent dans un puits puis, sur la suggestion de Juda, le vendent à une caravane d'Ismaélites (Gen. 37:17). 
Plus tard, Dothan est le lieu de résidence d'Élisée (2 Rois 6:13) et la scène d'une vision prophétique de chars et de chevaux de feu entourant la montagne où se trouve la cité.

## Site archéologique
La ville est identifiée avec le site Tell-Dothan en Israël[Par qui ?]. 